# Lemminkäinens avonturen op het eiland
Lemminkäinens avonturen op het eiland is een compositie van de Fin Uuno Klami.
Van origine was dit werk bestemd als aanvullende deel van de Kalevala Suite van de componist. De componist en uitvoerend dirigent Jarmas Järnefeldt waren ontevreden met dit werk, niet qua muziek maar qua structuur; een scherzoachtig deel miste nog. Klami probeerde dat euvel te verhelpen met dit werk. Bij de eerste uitvoering in 1934 bleek echter dat deze zogenaamde aanvulling het hele oorspronkelijke werk naar de achtergrond verdrong; Järnfeldt noemde het het ei is groter dan de kip. Het duurde tot 1943 totdat Klami tevreden was met zijn Kalevala suite.
Lemminkäinens avonturen ging vanaf toen zelfstandig door het leven. Het losjes op de Kalevala gebaseerde werk werd vanaf toen beschouwd als een soort symfonisch gedicht, maar ontbeert het programma dat daarbij zou horen. Voorts week het af van het meeste werk van Klami. Klami was voornamelijk Frankrijk-gericht in zijn werk, terwijl dit meer in de lijn van de muziekhistorische verwachting lag; het bevat een compositiestijl die gelijkt op die van Jean Sibelius. De eerste uitvoering werd gegeven in Sortevala, liggend aan Ladogameer en Karelië ter gelegenheid van de 100-jarige viering van de Kalevala.

## Orkestratie
- 3 dwarsfluiten, 3 hobo’s, 3 klarinetten, 3 fagotten;
- 4 hoorns, 4 trompetten, 3 trombones, 1 tuba;
- een stel pauken, 3 man / vrouw percussie, harp
- violen, altviolen, celli, contrabassen.

## Discografie
- Uitgave BIS Records: Lahti Symfonie Orkest o.l.v. Osmo Vänskä